# Energiepark Haringvliet Zuid

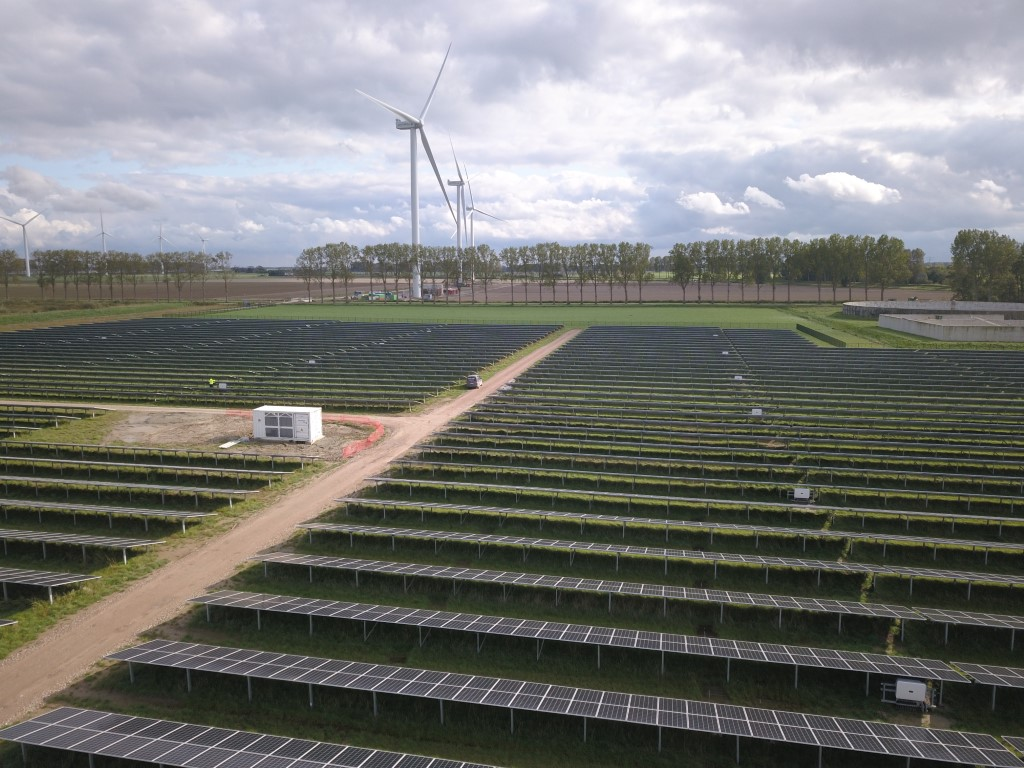
Haringvliet zuid met zichtbare omvormers en transformatoren

Het Energiepark Haringvliet Zuid is het eerste hybride energiepark van Vattenfall waarbij windenergie, zonne-energie en opslag gecombineerd zijn. Het park is gelegen in het zuiden van Haringvliet in de Van Pallandtpolder in de provincie Zuid-Holland. Het park bestaat uit zes windturbines van 150 meter hoogte, 115.000 zonnepanelen en vijf transformators. Het park heeft hiermee een verwachte capaciteit van 60 megawatt en is daarmee ook het grootste hybride energiepark van Europa. De energie kan door middel van batterijen en omvormers worden opgeslagen in 12 lokale containers. Het opslagsysteem is geleverd door BMW en heeft een energievolume van 12 MWh. Bij de ontwikkeling is ook rekening gehouden met omwonenden en zo wordt er voor elke megawatt dat is opgewekt 50 eurocent gedoneerd aan een fonds waar vergoedingen voor omwonenden van worden betaald.